# Baktüttös
Baktüttös (hongrois : Baktüttös [ˈbɒktyttøʃ]) est une localité hongroise située dans le comitat de Zala.

## Site et localisation

### Topographie et hydrographie
Baktüttös est situé dans la région des collines de Zala, au sein du pays du Göcsej.

## Histoire
La première mention écrite du village de Tüttös (également appelé autrefois Teu Teus) remonte à 1239, en même temps que celle de Bak. Son histoire médiévale est mal connue, mais il est probable que le village ait partagé le destin féodal de Bak, changeant de propriétaires au fil du temps. Au XVIe siècle, Tüttös fut entièrement dépeuplé à la suite des ravages causés par les invasions ottomanes.
Un lent processus de repeuplement commença en 1718, mais la localité ne connut pas de développement significatif aux XVIIIe et XIXe siècles, en raison de la médiocre qualité de ses terres agricoles. Son isolement géographique contribua également à son retard : le village ne payait la dîme à aucune autorité et son prêtre était rémunéré en nature par les habitants.
À partir des années 1950, de nombreux résidents trouvèrent du travail à Zalaegerszeg, ce qui entraîna un exode progressif de la population hors du village.

## Population

### Minorités culturelles et religieuses
Lors du recensement de 2011, la population de Baktüttös se composait à 87,5 % de Hongrois, 10,5 % de Roms et 0,9 % de personnes d'origine allemande. Sur le plan religieux, 71,4 % des habitants se déclaraient catholiques romains, 6,4 % sans confession, tandis que 19,5 % n'ont pas répondu à la question.
En 2022, 93,8 % des habitants se déclaraient Hongrois, 11,7 % Roms, 1,2 % d'origine allemande, 0,6 % croate, 0,3 % serbe, et 1,2 % d'une autre nationalité non précisée (les réponses multiples expliquant un total supérieur à 100 %). Concernant la religion, 56,8 % étaient catholiques romains, 1,9 % réformés, 0,3 % évangéliques, 0,3 % juifs, 1,5 % chrétiens d'autres confessions, 0,3 % catholiques d'un autre rite, 5,2 % sans religion, tandis que 33,6 % des habitants n'ont pas répondu.

## Équipements

### Réseaux extra-urbains
L’accès principal à la commune se fait par la route nationale 75, qui relie la région de Keszthely (au bord du lac Balaton) à Lenti, Rédics et la frontière slovène. Cette route longe la limite nord de la commune à quelques centaines de mètres, dans un axe nord-est–sud-ouest.
La rue principale de Baktüttös correspond à la route secondaire 7543, qui relie les villages de Bak et Páka.
La commune est également desservie par la ligne ferroviaire reliant Rédics à Zalaegerszeg. L’arrêt de Baktüttös se trouve entre les gares de Bak et Tófej, à la lisière sud-est du village. Il est uniquement accessible à pied depuis le centre de la commune.

## Patrimoine local
Parmi les éléments notables du patrimoine de Baktüttös figure le château dit d'Ördög Gyurkó, dont les vestiges, situés au sud-est de la commune, remontent vraisemblablement au XIIIe siècle. Ce site médiéval, bien que peu étudié, constitue un témoin archéologique important de l'occupation ancienne du territoire.
Le village conserve également un clocher en charpente indépendant, ou harangláb, typique de l'architecture religieuse rurale de la région. Cette structure en bois, traditionnellement utilisée pour abriter la cloche paroissiale, témoigne des formes vernaculaires du culte chrétien dans le Göcsej.
Enfin, plusieurs croix votives en pierre sont disséminées dans le paysage communal. Érigées à des carrefours ou en lisière des habitations, elles illustrent la piété populaire et la continuité des pratiques religieuses locales.